# Vesёlye zvёzdy
Vesёlye zvёzdy (Весёлые звёзды) è un film del 1954 diretto da Vera Pavlovna Stroeva.